# Aurélie Muller
Aurélie Muller (Sarreguemines, 1990. június 7. –) világ- és Európa-bajnok francia hosszútávúszónő.
A 2006-os ifjúsági úszó-világbajnokságon Rio de Janeiróban világbajnoki címet szerzett 1500 méteres gyorsúszásban, majd még ugyan ebben az évben az ifjúsági úszó-Európa-bajnokságon is aranyérmes lett 400 méteres gyorsúszásban.
Indult a 2008. évi nyári olimpiai játékokon, Pekingben 10 kilométeres távon és a 21. lett. A Londonban megrendezett 2012. évi nyári olimpiai játékokra nem tudta magát kvalifikálni 800 méteres gyorsúszásban. A rio de janeirói 2016. évi nyári olimpiai játékokon 10 kilométeres távon ezüstérmet szerzett, de diszkvalifikálták célbaérés után szabálytalanságok miatt.
2015-ben a Nemzetközi Úszószövetség az év nyílt vízi úszójának választotta.
A 2016-os hosszútávúszó-Európa-bajnokságon Hoornban Európa-bajnoki címet szerzett 10 kilométeren.
Sanghajban, a 2011-es úszó-világbajnokságon már 5 kilométeres távon indult és 0.4 tizeddel maradt le az aranyéremről. Kazanyban, a 2015-ös úszó-világbajnokságon 10 kilométeres távon indult és világbajnok lett. Budapesten, a 2017-es úszó-világbajnokságon megvédte a világbajnoki címét 10 kilométeren és csapatban is világbajnok lett.